# Schloss Richelieu

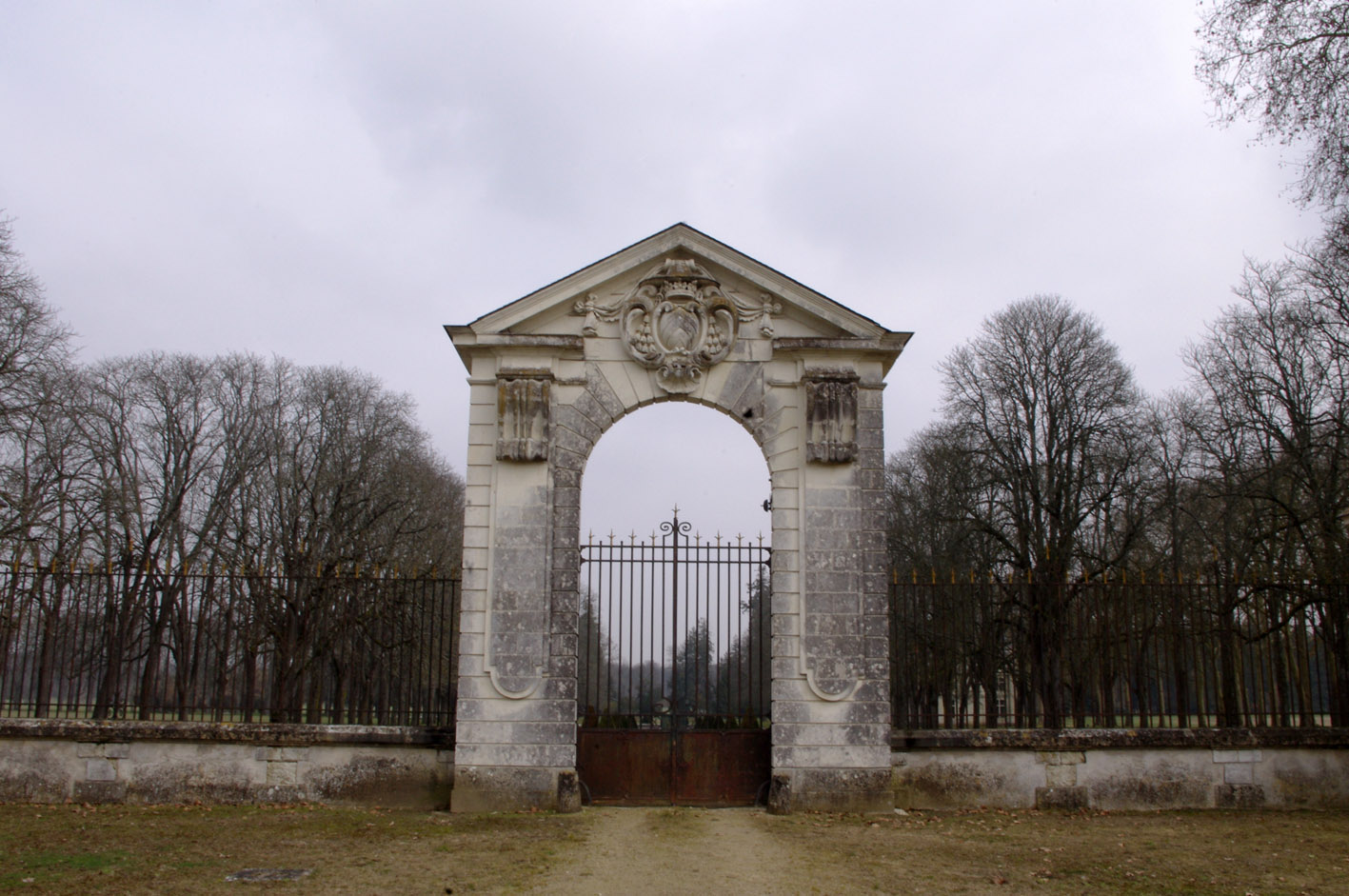
Das Portal, der einzig erhaltene Rest des Schlosses

Das Schloss Richelieu ist ein heute weitgehend verschwundenes Gebäude, das im 17. Jahrhundert auf Initiative von Armand Jean du Plessis, Kardinal, Duc de Richelieu und Pair de France, erbaut wurde.
Das Anwesen befindet sich in der Gemeinde Richelieu im Département Indre-et-Loire in der Region Centre-Val de Loire.

## Geschichte

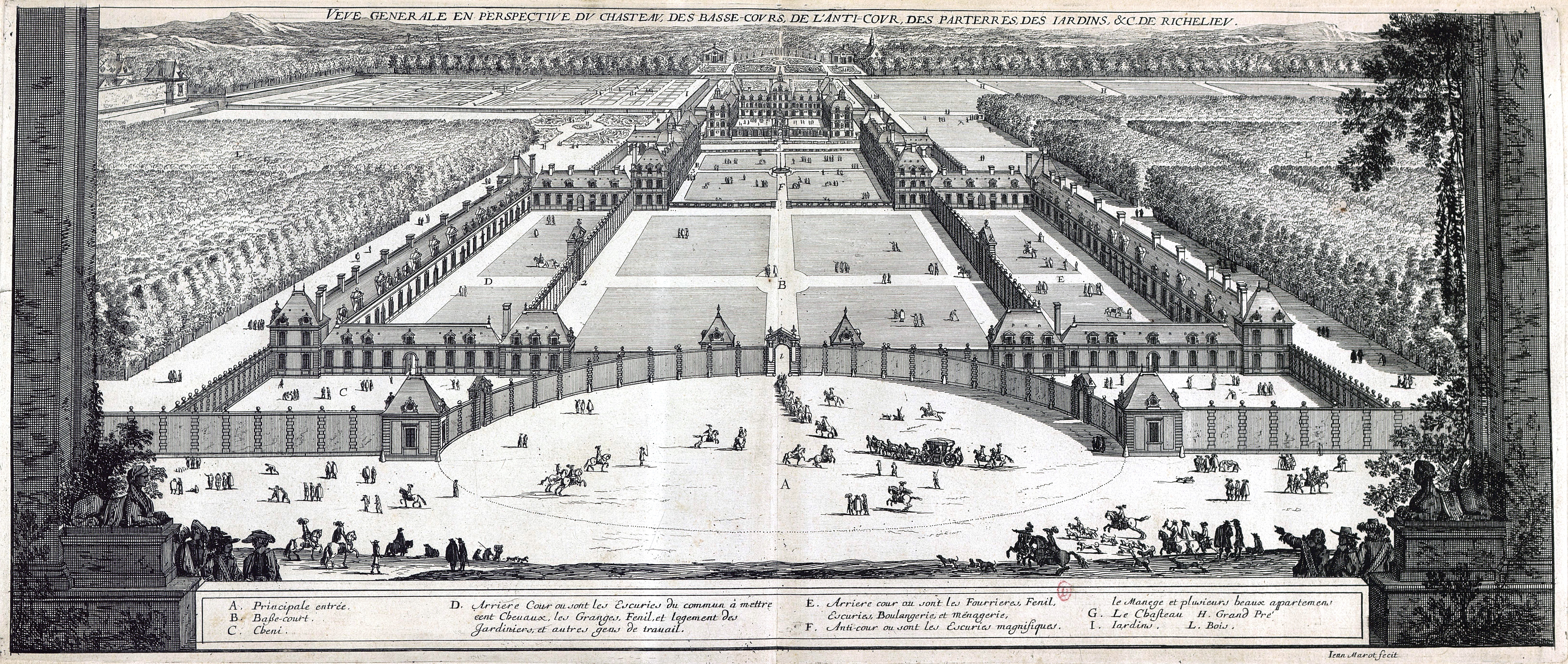
Das Schloss Richelieu aus Le Magnifique Chasteau de Richelieu... von Jean Marot, ca. 1657
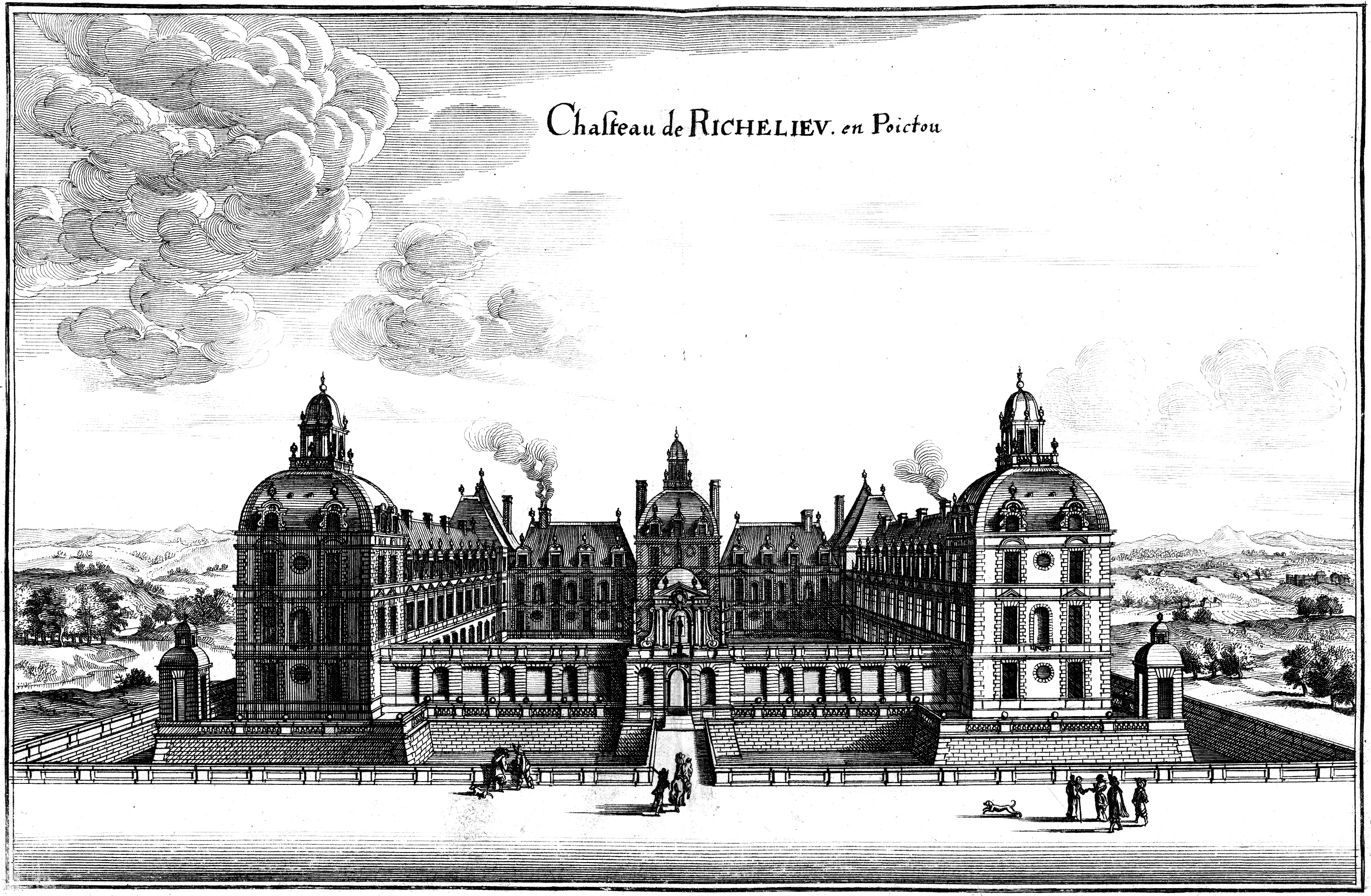
Kupferstich mit der Ansicht des Schlosses Richelieu, Indre-et-Loire, Frankreich, aus der Topographia Galliae, ca. 1657

### Bau
Ende des 12. Jahrhunderts existiert eine Burg „Richeloc“, die für die Herren von Mauson erbaut wurde.
Im Jahr 1201 wurde eine Nikolaus von Myra geweihte Kapelle errichtet, die Burgkapelle, die wahrscheinlich zur Pfarrkirche von Les Sablons wurde.
Im Jahr 1407 wurde das „Hostel de Richelieu“ mit Burggraben erwähnt, das Karl VII. zu befestigen erlaubte; von diesem Schloss, das im 16. Jahrhundert umgebaut und im folgenden Jahrhundert vollständig neu errichtet wurde, existiert nichts mehr.
1621 kaufte Kardinal Armand Jean du Plessis das Anwesen. Es handelte sich damals um eine kleine Burg mit Türmen, Kapelle, Wirtschaftsgebäuden und Park, und das bescheidene Schloss seiner Vorfahren passte nicht mehr zu seiner neuen Situation und seinem politischen Aufstieg, was ihn zu einem ehrgeizigen Projekt veranlasste, das mit den schönsten Häusern seiner Zeit konkurrieren konnte.
Durch Patentbriefe von Ludwig XIII. wurde es Kardinal Richelieu gestattet, einen von Mauern und Gräben umgebenen Marktflecken mit zwei Märkten pro Woche errichten zu lassen; dieser Marktflecken ist die heutige Stadt Richelieu, die sich im Norden des Anwesens entwickelt hat und nach dem Plan einer „idealen Stadt“ errichtet wurde (vergleichbar mit Brouage, aber auch mit Charleville und Henrichemont, neue Städte aus der gleichen Zeit).
Er begann bereits 1624 mit den Bauarbeiten; um 1630 strebte er ein umfassenderes architektonisches Programm an, das eine Stadt mit dem Schloss verband und mit dem er den Architekten Jacques Lemercier beauftragte, der denselben architektonischen Stil für das Schloss der Herzöge von La Trémoille (Schloss Thouars) anwandte. Jedes gebaute Haus sollte an einen Adligen verkauft werden, der Richelieu nahestand. Dieser hatte den Ehrgeiz, sich einen Hof in der Nähe seines Schlosses zu schaffen. Er ließ daher ein großes Gebäude errichten, für das er mehrere Millionen Livres tournois verwendete. Das alte Schloss blieb erhalten, solange das neue noch nicht bewohnbar war, und die Kapelle blieb mindestens bis 1639 stehen, als die Kirche in der heutigen Stadt fertiggestellt wurde. Danach ließ er das alte Schloss vollständig abreißen.
Jacques Lemercier leitet also den Bau der Stadt und des Schlosses, und die Gestaltung der Dekorationen wird den besten Künstlern der ersten Hälfte des 17. Jahrhunderts anvertraut. Richelieu entwarf auf diese Weise ein zusammenhängendes und optisch reiches Ensemble, das für seine Besucher seine Vorstellung von politischem Handeln widerspiegelte. Der Bau wurde vor dem Tod des Kardinals im Jahr 1642 fertiggestellt.
Nach dem Tod des Kardinals gingen die Herzogstitel Richelieu und Fronsac auf seinen Großneffen Armand Jean de Vignerot du Plessis († 10. Mai 1715) über, der „von seinem Großonkel an die Stelle der Namen und Waffen von Le Plessis und des Herzogtums Richelieu gesetzt wurde und dessen Schloss, die herzogliche Residenz, demselben Werdegang folgte“.
Der Urgroßneffe des Kardinals, Louis François Armand de Vignerot du Plessis (1696–1788), der 1748 zum Marschall von Frankreich ernannt wurde, ließ Umbauten am Schloss vornehmen und die Gärten und den Park anlegen. Mit diesen umfangreichen Arbeiten, die das Schloss Richelieu auf den Geschmack der Aufklärung brachten, wurden Jacques de La Guépière und Jean-Michel Chevotet sowie Claude Desgots beauftragt. Dank der Korrespondenz des Marschalls Richelieu und seines Surintendant Jean Jahan konnten die verschiedenen Umbauten, die zwischen 1720 und 1750 durchgeführt wurden, nachvollzogen werden.

### Beschlagnahmt, ausgeräumt, beraubt und dann abgerissen
1792 wurde der 5. Herzog von Richelieu, ehemaliger Premier Gentilhomme de la Chambre du Roi, als Emigrant betrachtet und sein Besitz beschlagnahmt; das Schloss wurde daraufhin seines Mobiliars beraubt, seine zahlreichen Kunstwerke verkauft oder Museen wie dem Museum centrale des Arts au Palais im Louvre gegeben.
Um 1800 beschlagnahmte der Architekt Léon Dufourny (1754–1818), seit 1796 Mitglied der Académie des Beaux-Arts, im Schloss die rechteckige Platte aus Marmormosaik und harten Steinen eines Prunktisches, der eine Zeit lang den Salon vor der Galerie des Batailles du Roi geschmückt hatte, die, später durch ein geschnitztes Holzgestell ergänzt, seitdem im Musée du Louvre (Galerie d'Apollon) aufbewahrt wird; eine Replik davon ist im Musée des Beaux-Arts de Tours ausgestellt.
1804 wurde das stark beschädigte, aber intakte Schloss von Napoleon Bonaparte an den Herzog von Richelieu, den späteren Außenminister und Regierungschef von Ludwig XVIII. und an dessen Halbschwestern Mmes de Montcalm und de Jumilhac zurückgegeben. Ein Jahr später wurde es für 153.000 Francs an den Güterhändler Boutron verkauft, der es abreißen ließ, um das Material weiterzuverkaufen.
Im selben Jahr stellte der Archäologe Millin, Mitglied des Instituts, „ein würdiges Modell der Akademieleute, unterwürfig und eitel, dessen Name von vierzehn Zeilen mit den Namen aller Akademien, denen er angehört, gefolgt wird, das Desaster fest“ (Stendhal, 14. März 1838), diese großangelegte Zerstörung, die bis 1835 andauerte; der Güterhändler Pilté-Grenet (Name eines Betreibers der Rohrzuckerraffinerie der Familie Boislève in Orléans bis etwa 1830), mutmaßlich Mitglied der Bande noire, einer Vereinigung von Liquidatoren ehemals großer herrschaftlicher Ländereien, kaufte damals eine Reihe von Gemälden, die er 1824 dem Musée des beaux-arts d’Orléans vermachte.
Boutron riss das Schloss fast vollständig ab und das Anwesen wurde, wie andere auch, zu einem Steinbruch; einige Statuen, Strandgut aus der Antikensammlung des Kardinals, ein großes Reiterporträt aus dem 18. Jahrhundert und Gemälde werden in den Museen der Schönen Künste in Tours und Orléans aufbewahrt.
Das Museum in Tours besitzt auch ein Porträt des 3. Herzogs von Richelieu (1696–1788) von Louis Tocqué auf, das Teil der Sammlung Roqueplan war, die 1855 verkauft wurde.
1844 erwarb die Société des antiquaires de l’Ouest (S.A.O.) die Überreste einer monumentalen Statue, „die inmitten der Ruinen der Bandes noires lagen“; es handelte sich um einen der prestigeträchtigsten Aufträge des Kardinalherzogs, eine Marmorfigur Ludwigs XIII., die von Guillaume Berthelot für den Eingangspavillon des Schlosses gemeißelt und 1793 umgestürzt wurde. Sie wurde 2009 restauriert und befindet sich heute im Musée Sainte-Croix in Poitiers.

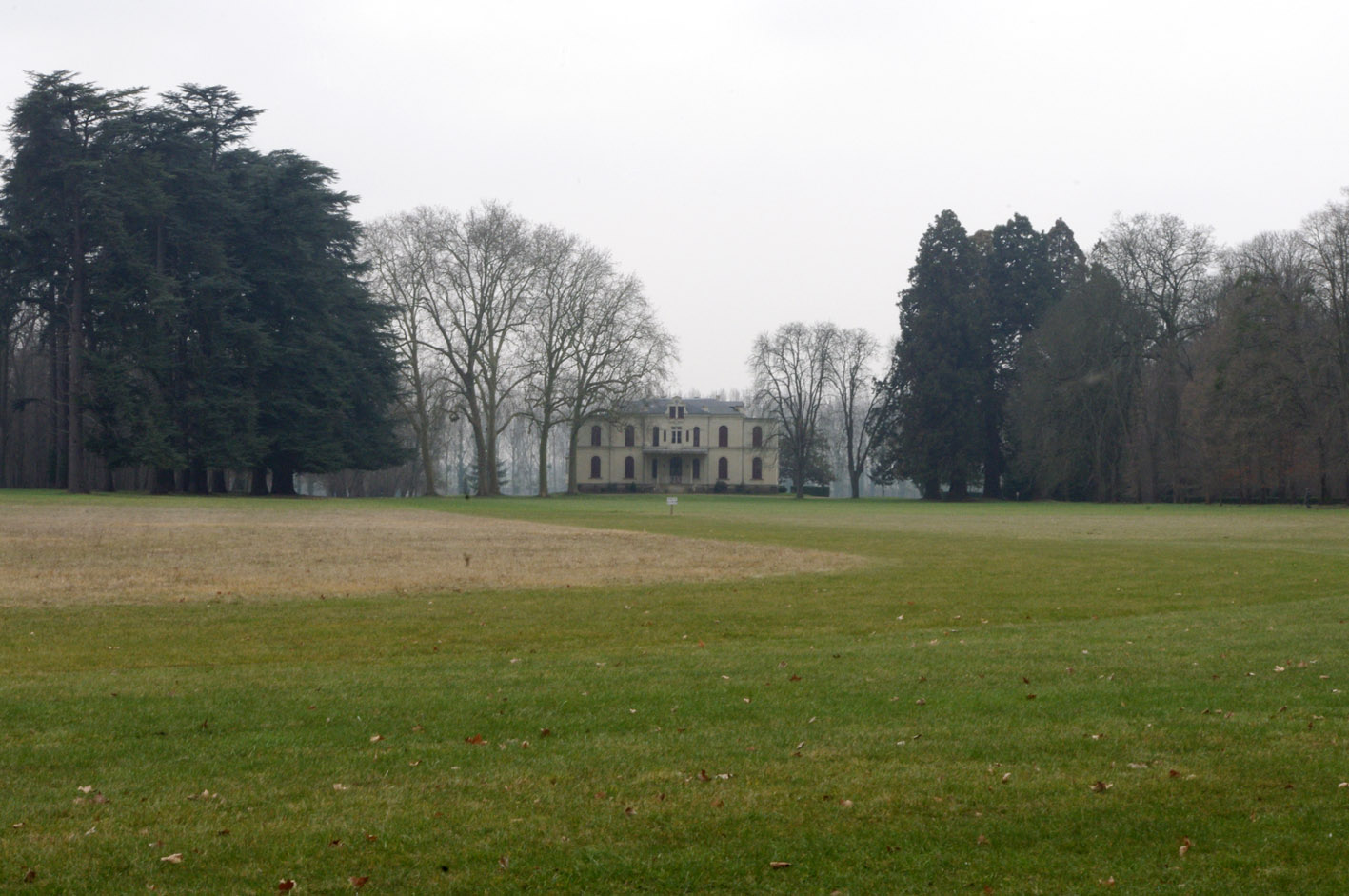
Das Petit Château

### Rettung des Anwesens
1877 kaufte der Pariser Bankier Michael Heine, Schwiegervater des 7. Herzogs von Richelieu, das Anwesen und begann mit der Wiederherstellung des Anwesens, setzte den Park wieder instand und ließ den Pavillon des Communs restaurieren.
In der Zwischenzeit (1852) ließ der Übergangsbesitzer M. Laurence im Park ein Gebäude im neoklassizistischen Stil errichten, das sogenannte Petit Château,9 das ziemlich weit vom alten Herrenhaus entfernt liegt und ab 1877 als Wohnsitz für Michael Heine, seinen Schwiegersohn und seine einzige Tochter Alice – die als Witwe in zweiter Ehe Fürstin von Monaco wurde – diente.

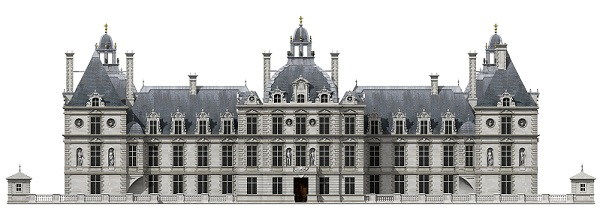
Restitution der Gartenfassade

Nach der Schenkung durch ihren Sohn, den Herzog von Richelieu und Marquis von Jumilhac, im Jahr 1930 (zusammen mit mehreren Häusern in der Stadt) wird es zur Dienstwohnung des Konservators der Domäne.
Nach dem Abriss des Ostflügels um 1900 blieb nur der zentrale Pavillon des Écuries erhalten. 1930 wurde das Anwesen von ihrem Sohn, dem 8. und letzten Herzog von Richelieu, der 1952 starb, der Universität von Paris vermacht.
Die Kanzlei der Pariser Universitäten, eine öffentliche Verwaltungseinrichtung, die durch aufeinanderfolgende Schenkungen und Vermächtnisse ein großes Immobilienvermögen besitzt, „dessen Instandhaltung kostspielig ist und wenig finanzielle Einnahmen generiert“, erwägt, neben anderen Vermögenswerten auch die Domäne zu veräußern.
Im Jahr 2017 wurde dem Gemeinderat von Richelieu ein Projekt zur virtuellen Rekonstruktion des Schlosses vorgestellt. Mit einer Metallstruktur ausgestattet und mit Stoff verkleidet oder beleuchtet, würde die Vorrichtung die Attraktivität des Ortes erhöhen.

## Stadt Richelieu
Während das Schloss zerstört wurde, blieb die Stadt nahezu unversehrt erhalten, wie sie sich im 17. Jahrhundert darstellte. Im Gegensatz zu anderen neuen Städten aus derselben Zeit (Charleville, Henrichemont), die in späteren Bauten aufgegangen sind, stellt die Stadt Richelieu ein einzigartiges Beispiel für die Stadtplanung dieser Epoche dar. Mehr noch: Die Stadt und ihr Schloss, die in ein und demselben Programm miteinander verbunden und aus dem Ehrgeiz des Kardinals entstanden sind, weisen im Vergleich zu früheren und zeitgenössischen städtebaulichen Modellen auffallende Besonderheiten auf.

## Architektur
Das Schloss wurde auf einem quadratischen Grundriss errichtet. Das U-förmig konstruierte Corps de Logis wurde an jeder Ecke von einem rechteckigen Pavillon geschmückt, fast in der gleichen Anordnung wie das Schloss von Ludwig XIII. in Versailles. Die Gebäude des Schlosses wiesen ebenfalls eine Hierarchie der Stockwerke auf: vier Stockwerke für das Schloss, drei für die Ställe, zwei für die Gemeinschaftsräume und eines für die Umfassungsmauer. Die Fassaden sind mit antiken Statuen geschmückt, von denen einige aus dem 2. Jahrhundert stammen.
Der erste Hof, die sogenannte Basse-cour, war in vier Rasenquadrate unterteilt und beherbergte im Norden die allgemeinen Pferdeställe und die Wohnungen der Bediensteten, im Süden die Ställe für die übrigen Tiere.
Der durch eine mit geschnitzten Tieren verzierte Balustrade abgegrenzte Vorhof beherbergte im Nordflügel die Stallungen und im Südflügel die vermutlich für den Schlossgouverneur bestimmten Wohnungen. Die von einem hölzernen Steg überspannte Gaube, über die man in den Ehrenhof des Vorhofs gelangte, führte zu einem Eingangspavillon, der ein wahres politisches Manifest darstellt: Ein Torbogen, in dem eine triumphierende Statue Ludwigs XIII. thront, wird von zwei antiken Statuen eingerahmt, die Herakles und Mars darstellten, und die Kuppel wurde von der griechischen Ruhmesgöttin (frz. Renommée) überragt, die in zwei Trompeten bläst. Dieser Pavillon war absichtlich so schmal gehalten, dass keine Kutsche durch ihn hindurchfahren konnte.
Der Pavillon des Écuries, der als einziger erhalten geblieben ist, wird von einem Kreuzgangbogengewölbe mit Lünetten bedeckt. Die Grotten, die eine Orangerie und den Pavillon des Weinkellers (Pavillon des Chais) umfassen und sehr gut restauriert wurden, sind in drei Schiffe unterteilt und mit flachen Kreuzgewölben überdacht; das Mittelschiff endet in einer Apsis, die mit einem Muschelgewölbe überdacht ist.
2011 wurde in den Museen von Orléans, Tours und Richelieu im Rahmen der Dreifachausstellung Richelieu à Richelieu eine virtuelle Rekonstruktion des Schlosses präsentiert. Diese 3D-Rekonstruktion kann im Espace Richelieu besichtigt werden, der in einem der alten Herrenhäuser entlang der Grand’Rue der Stadt Richelieu eingerichtet wurde.
Ein Modell des Schlosses und der Gräben, das 1986 von einer Schule für Modellbauer angefertigt wurde, ist im Richelieu-Museum ausgestellt.

### Noch vorhandene Bestandteile

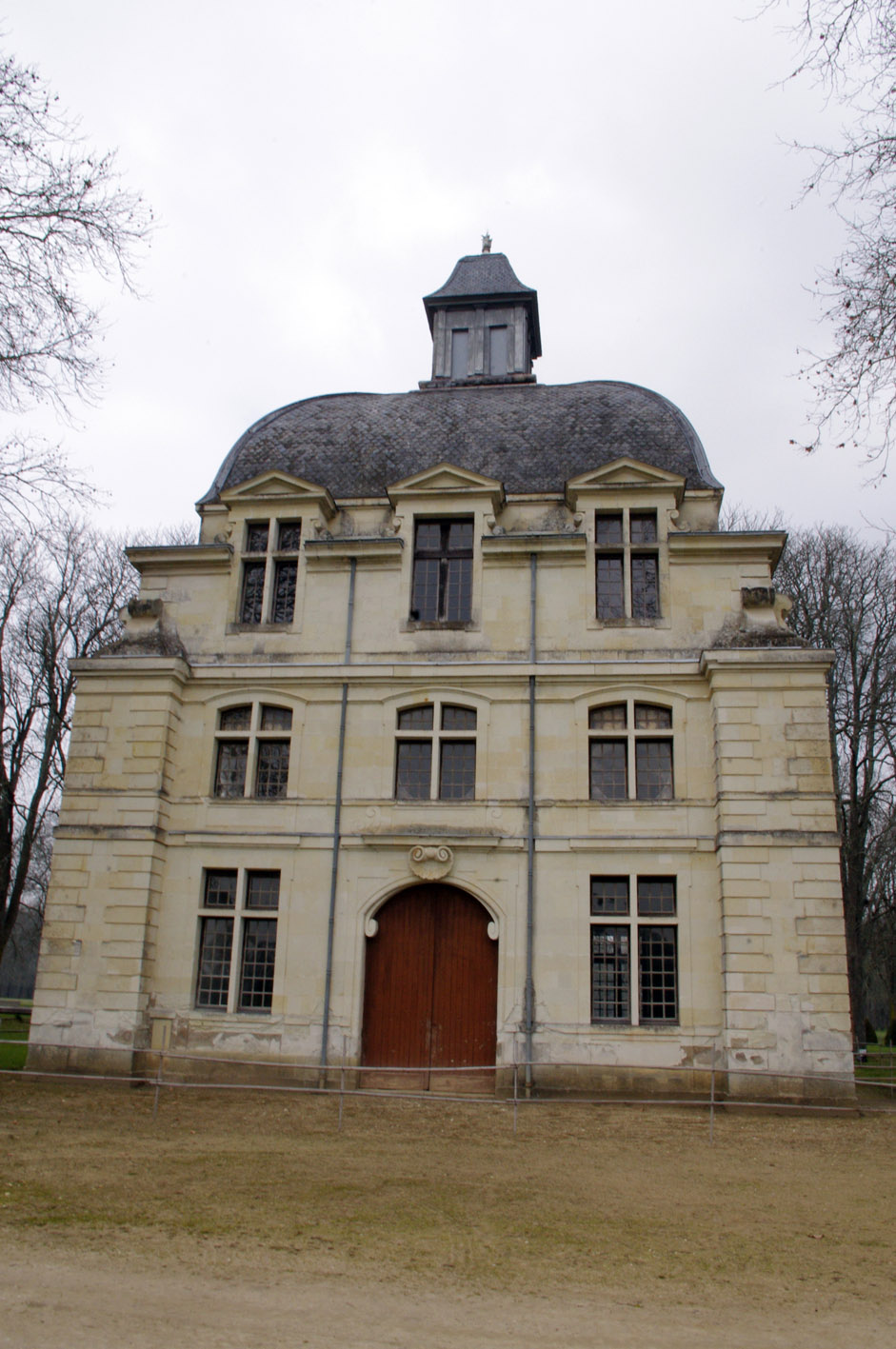
Der mittlere Pavillon der Stallungen, der als Reithalle diente, und dessen Flügel um 1900 abgerissen wurde.
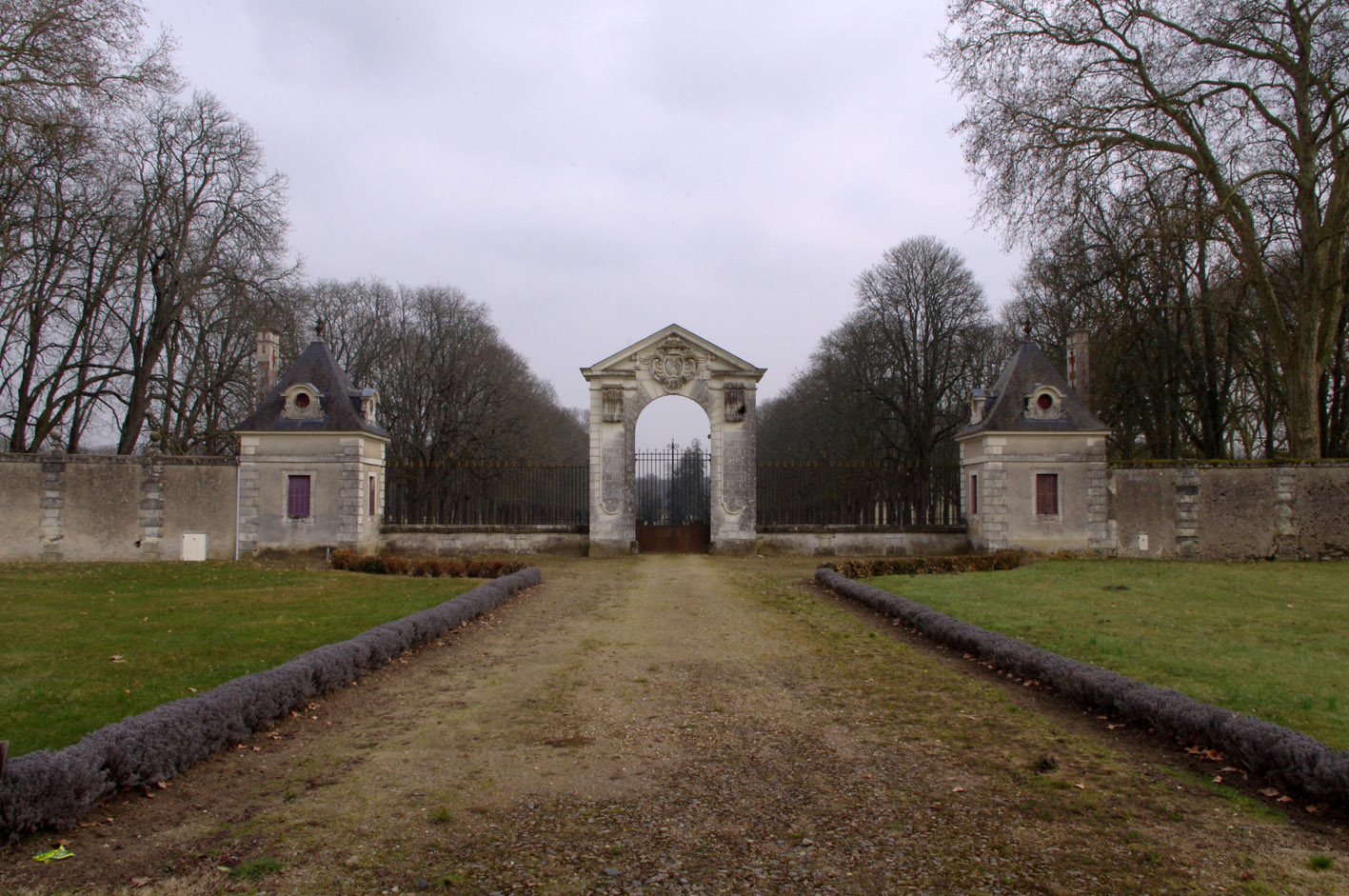
Großer Eingangshalbkreis mit den Pavillons und dem Tor.
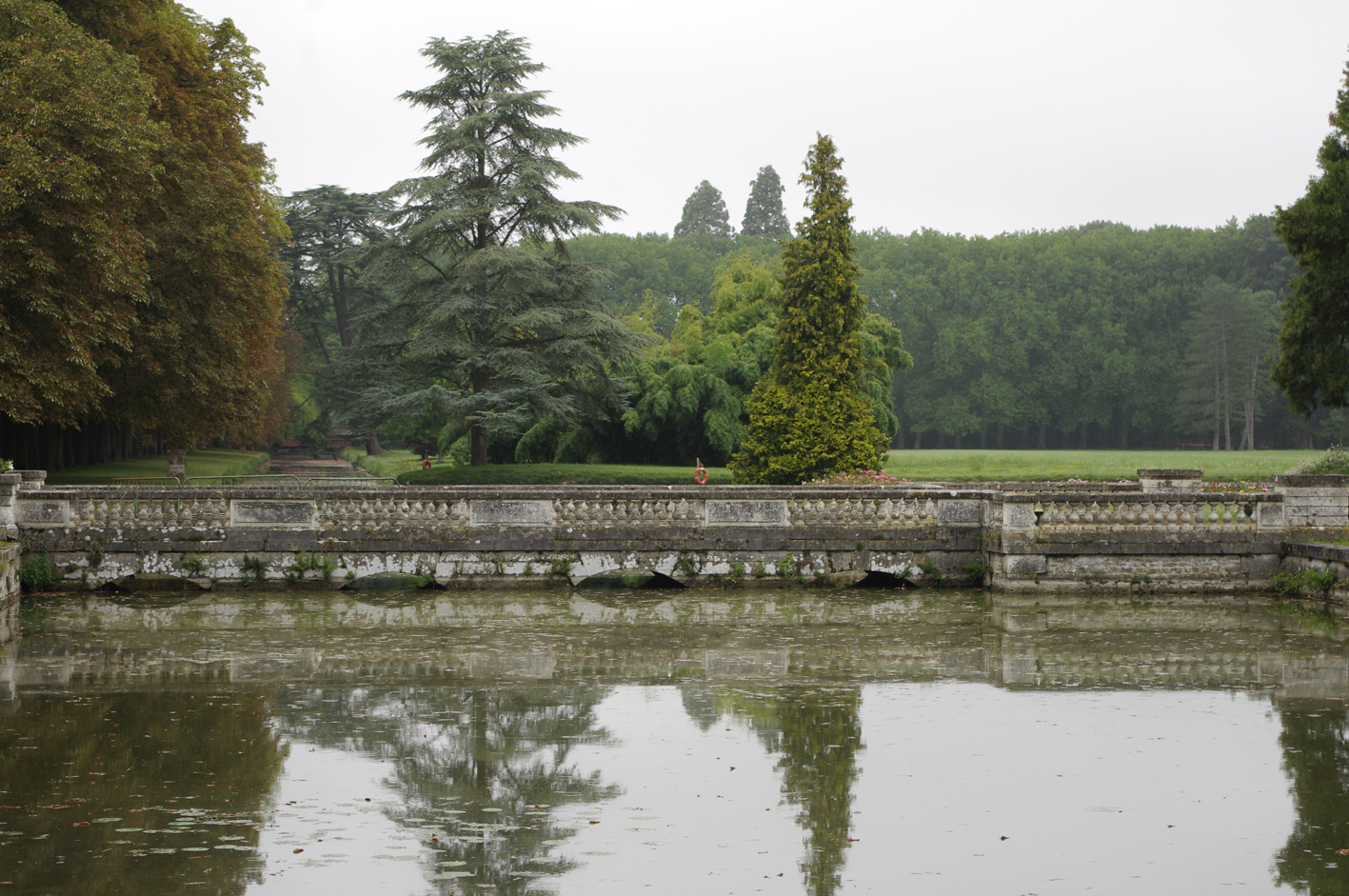
Brücke zum Ehrenhof des Schlosses, der Standort wird heute von einem Rosengarten eingenommen.
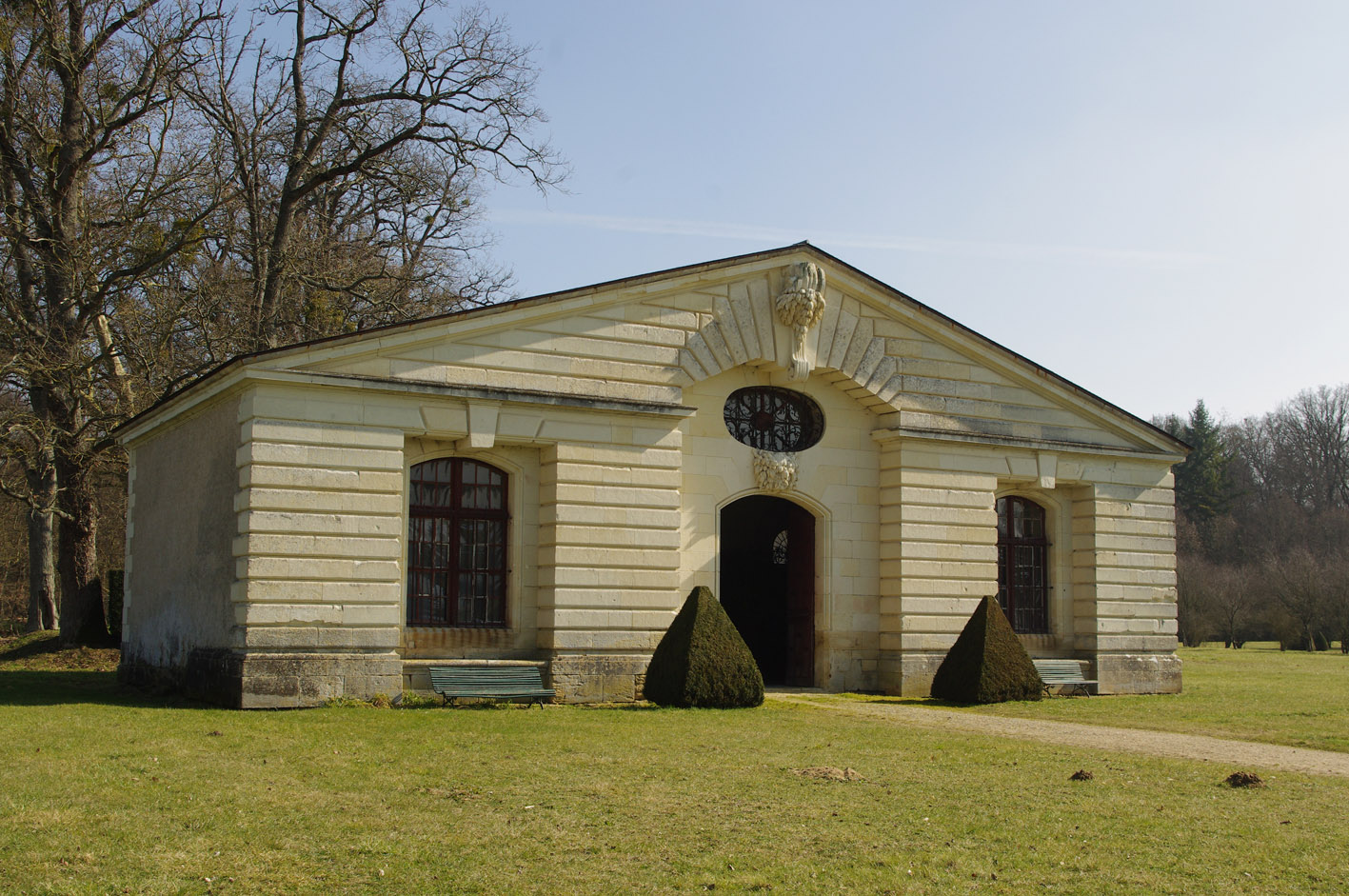
Pavillon der Orangerie.
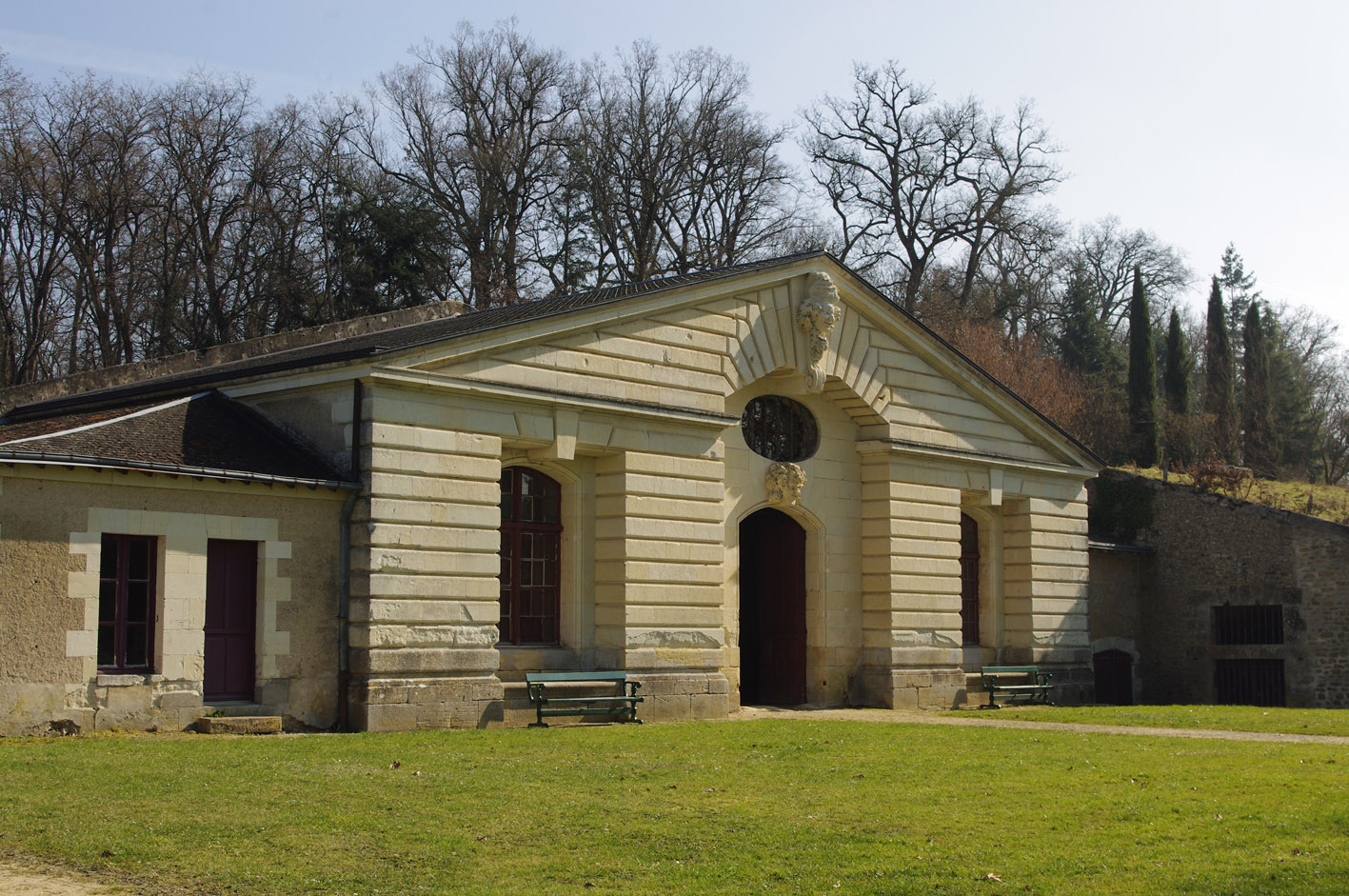
Pavillon des Weinkellers.

## Sammlung des Kardinals
Es gibt zahlreiche Zeichnungen des Anwesens sowie einige künstlerische Überreste, die nach dem Abriss hier und da wieder aufgestellt wurden.
Von der Ausstattung des Schlosses sind mehrere antike Statuen erhalten, die unter Richelieu restauriert und/oder ergänzt wurden (Museum von Tours und Louvre), einige Möbel und Porphyrvasen (Louvre, Paris) sowie Gemälde in den Kunstmuseen von Tours und Orléans (Vermächtnis Pilté-Grenet), dem Museum von Richelieu und dem Museum von Vendôme.
Die bemerkenswertesten Gemälde sind der Zyklus der „Vier Elemente“, der bei Claude Deruet (1588–1660) in Auftrag gegeben wurde und das Kabinett der Königin schmückte, sowie die „Acht Evangelisten und acht Kirchenväter“ von Martin Fréminet (1567–1619), die laut Jacques Thuillier vor dem Bau entstanden und ursprünglich für die Kapelle des Schlosses Fontainebleau bestimmt waren; beide Ensembles werden heute im Musée des beaux-arts d’Orléans aufbewahrt.
Der Kardinal hatte in seinem Schloss seine Sammlung von Gemälden aus dem „Studiolo von Isabella d’Este“ untergebracht, die er 1627 von den Gonzaga erworben hatte und die unter anderem Gemälde von Andrea Mantegna, Lorenzo Costa der Ältere und Perugino umfasste; diese Gemälde befinden sich heute im Musée du Louvre. Der Kardinal ließ sie durch drei Bacchanalien ergänzen, die der junge Nicolas Poussin gemalt hatte.
Von den prestigeträchtigen Skulpturen waren die Meisterwerke „Der rebellische Sklave“ und „Der sterbende Sklave“ von Michelangelo (Musée du Louvre).

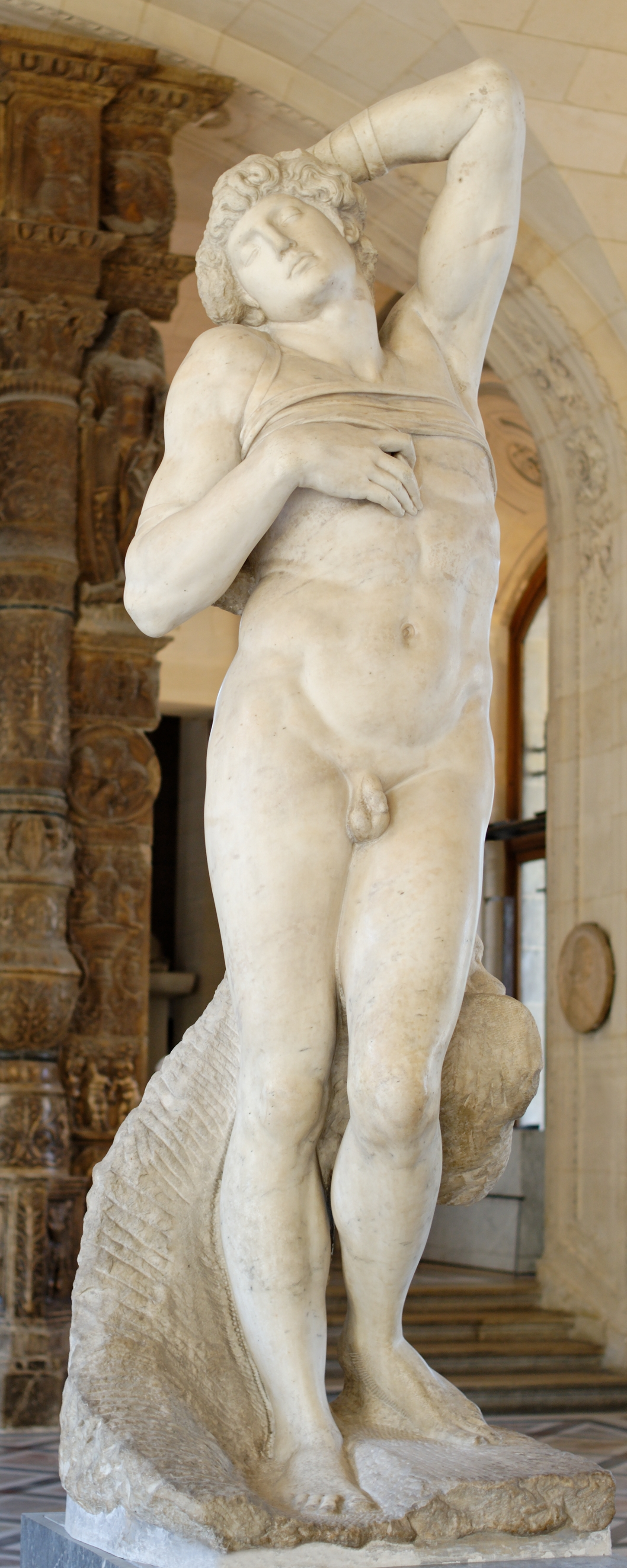
Michelangelo, „Der sterbende Sklave“, Louvre.
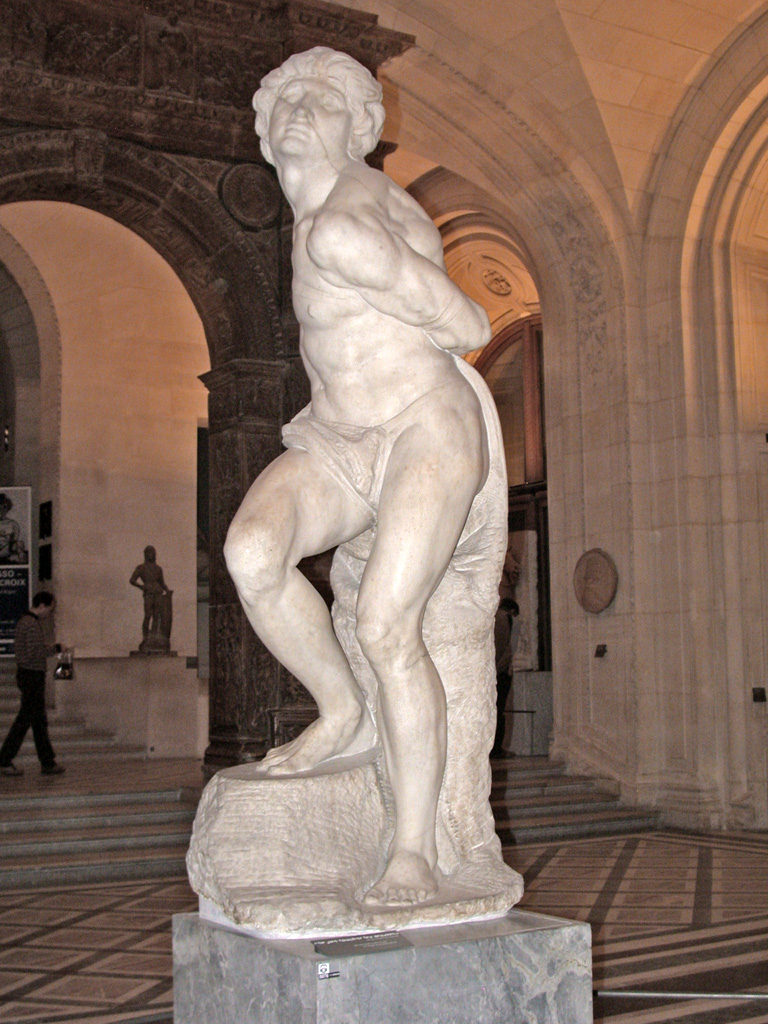
Michelangelo, „Der rebellische Sklave“, Louvre.
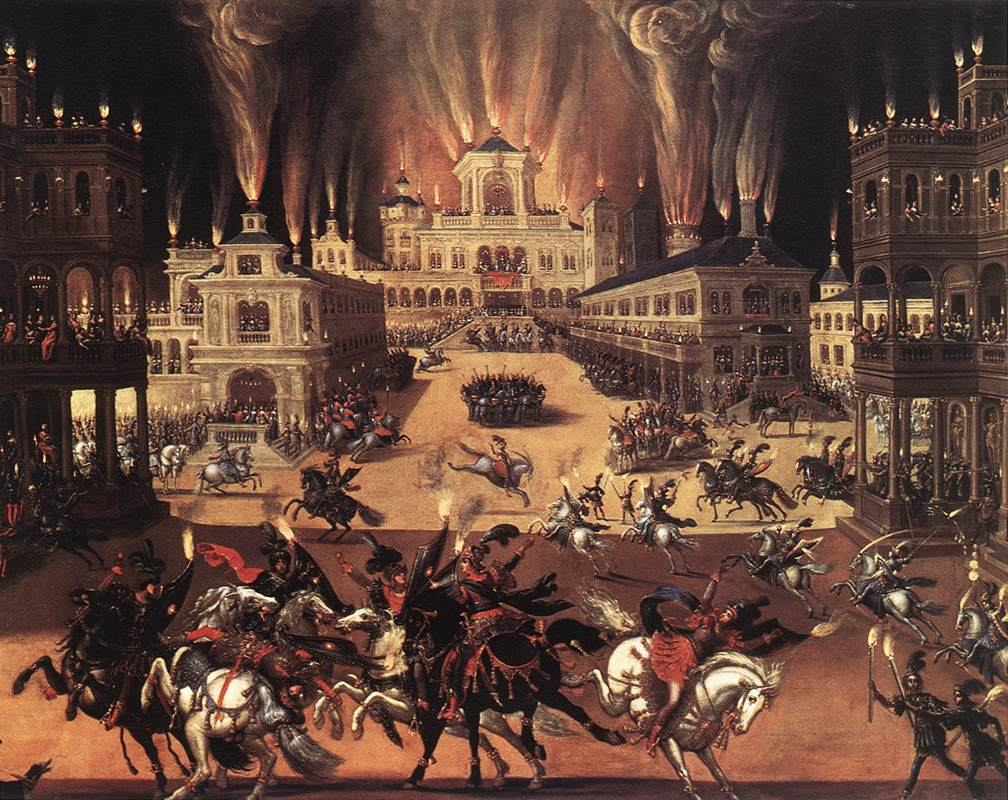
Claude Deruet, „Das Feuer“, aus dem Zyklus „Vier Elemente“ im Cabinet de la Reine, Musée d’Orléans.
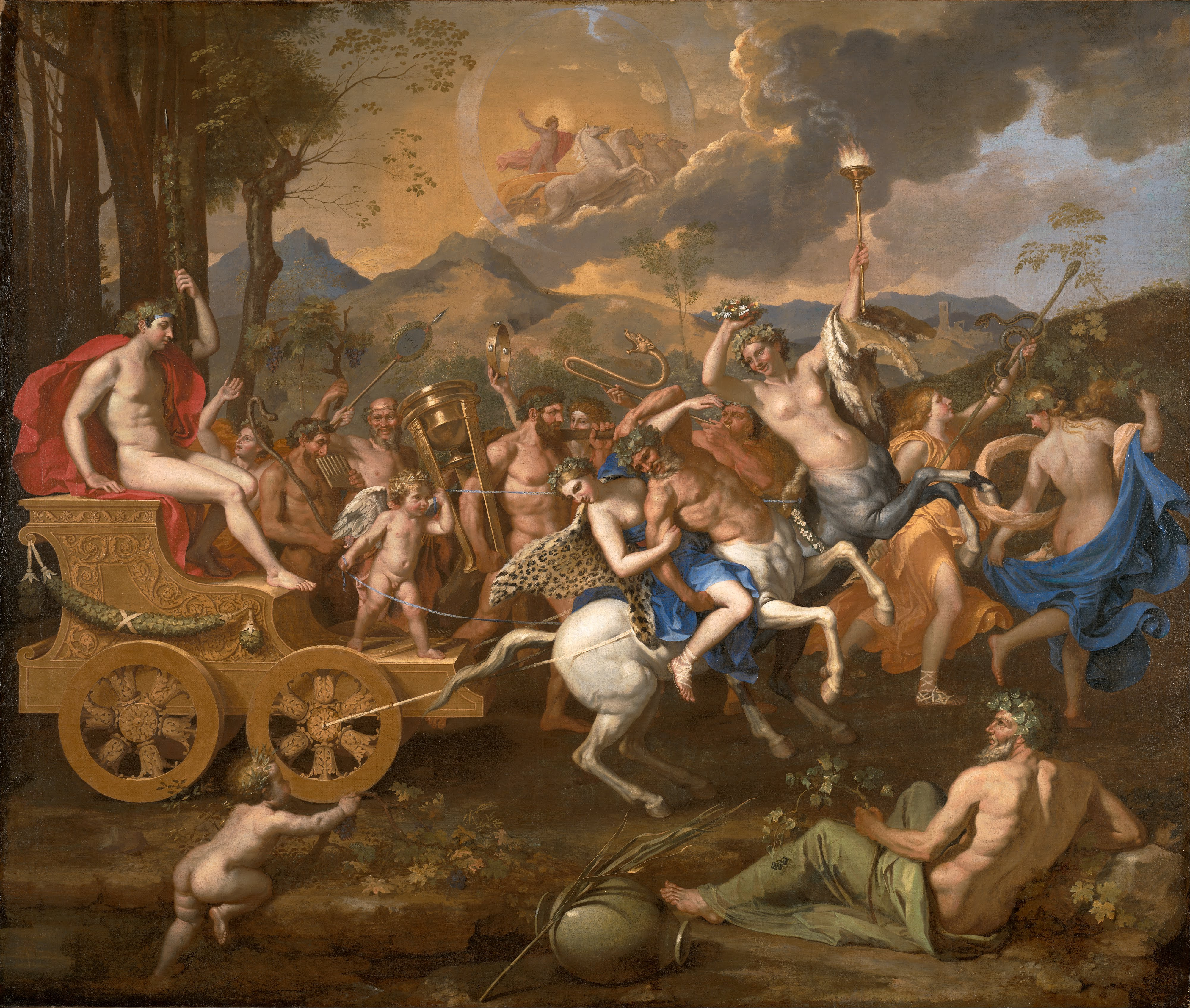
Nicolas Poussin, „Der Triumph des Bacchus“, Kansas-City, The Nelson-Atkins Museum of Arts.
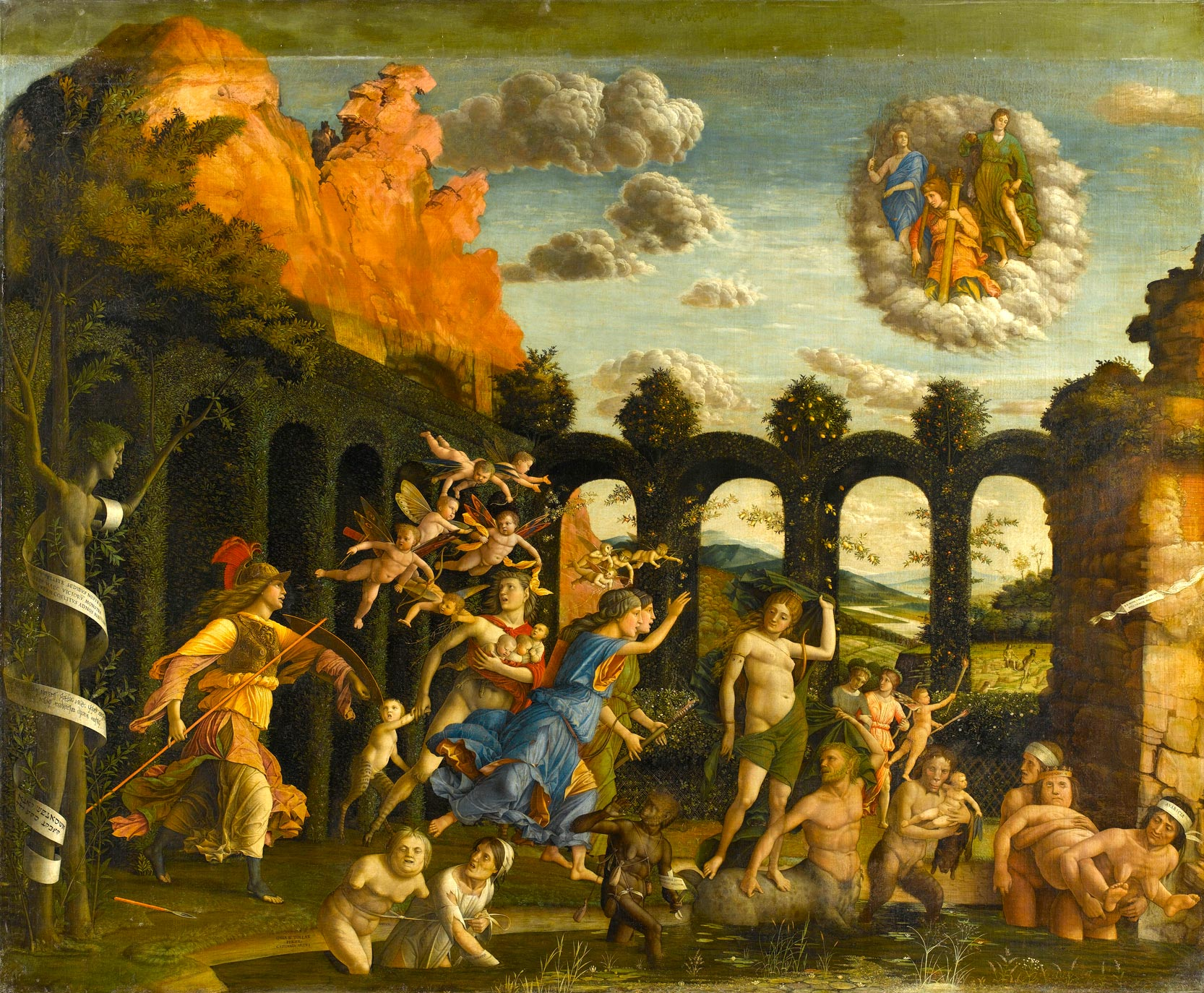
Andrea Mantegna, „Minerva verjagt das Laster aus dem Garten der Tugend“, Louvre.
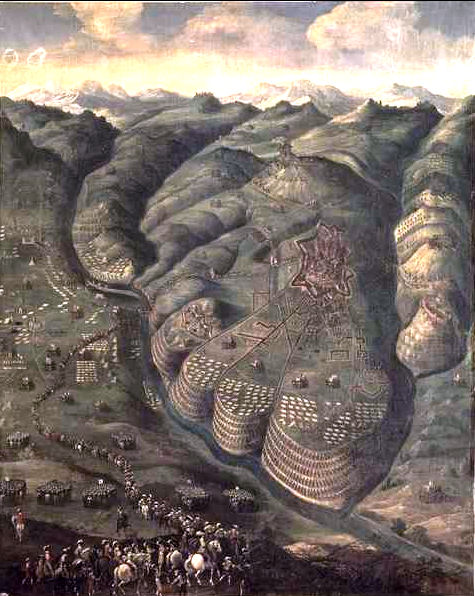
Nicolas Prévost zugeschrieben, „Die Belagerung von Privas“, ein Gemälde, das einst die Schlachtengalerie des Schlosses schmückte, Musée de Richelieu (Depot des Schlosses von Versailles).

Von der Serie von zwanzig großen Gemälden, die die Schlachten Ludwigs XIII. darstellen, aus der gleichnamigen Galerie (vgl. die Galerie, die als Grandes Actions de Monsieur le Prince im Schloss Chantilly bezeichnet wird) gelten acht als verloren, die übrigen zwölf, die im Museum des Schlosses von Versailles aufbewahrt werden, werden derzeit restauriert; einige wurden im Frühjahr 2011 bei einer großen Ausstellung über das Schloss und die Stadt in Richelieu, Orléans und Tours gezeigt; und am Ende dieser Ausstellung wurden sechs der Gemälde im Museum von Richelieu, drei im Musée des Beaux-Arts in Tours und drei im Musée des Beaux-Arts in Orléans deponiert.
Jean de La Fontaine besuchte Anfang September 1663 den Park und das Schloss, die er in einem Brief an seine Frau so beschreibt: „Man sagt, dass man nichts Ausgezeichneteres sehen kann und dass Michelangelo in diesen Statuen nicht nur die modernen Bildhauer, sondern auch viele Dinge der Alten übertroffen hat (...). Der Arbeiter zieht ebenso viel Ruhm aus dem, was ihnen fehlt, wie aus dem, was er ihnen an Vollkommenem gegeben hat (...). Für mich ist es nicht der Marmor oder der Jaspis, den ich bedaure, sondern die Antiken, die sich oben (auf der großen Stufe) befinden; besonders diese Büste des Kaisers Hadrian, Antinoos, der in seiner Statue Schönheit und gutes Aussehen gegen Apollon bestritt, mit dem Unterschied, dass dieser wie ein Gott und der andere wie ein Mensch aussah (...). Wir hatten kaum Muße, diese Dinge (die verschiedenen Bereicherungen und Möbel des Schlosses) zu betrachten, da die Zeit und die Concierge uns von Zimmer zu Zimmer gehen ließen, ohne uns an den Originalen von Albrecht Dürer, Tizian, Poussin, Perugino, Mantegna und anderen Helden aufzuhalten, deren Art in Italien so häufig ist wie die Armeegeneräle in Schweden.“
„Es ist genug, dass das Ganze von einer Schönheit, einer Pracht und einer Größe ist, die desjenigen würdig ist, der es errichtet hat. [...] Und wir gingen aus diesem Ort hinaus und durchquerten, ich weiß nicht, wie viele reiche, prächtige, am besten geschmückte Zimmer, von denen ich nichts sagen kann; Denn mich mit Täfelungen und Vergoldungen zu vergnügen, wo Richelieu sie mit Originalen und Antiquitäten gefüllt hat, das würden Sie mir nicht raten. Ich werde Ihnen jedoch gestehen, dass mir die Wohnung des Königs wunderbar prächtig erschien; die der Königin ist es nicht weniger: es gibt so viel Gold, dass es mir am Ende langweilig wurde.“

## Denkmalschutz
Das Anwesen wurde per Erlass vom 23. September 1930 als Monument historique eingestuft, und zwar für den Eingangshalbkreis mit dem Tor und den Pavillons sowie den Pavillon, der als Dom bezeichnet wird, und den Wassergraben und die Zugangsbrücke sowie auch zwei Pavillons des ehemaligen östlichen Halbkreises.